# Sankt Olofs församling, Visby stift
Sankt Olofs församling var en församling i Visby i Visby stift. Församlingen uppgick omkring 1530 i Visby församling.
Sankt Olofs kyrkoruin utgör rester av församlingskyrkan.

## Administrativ historik
Församlingen bildades i slutet av 1100-talet genom utbrytning ur Sankt Pers församling. Församlingen uppgick omkring 1530 i Visby församling.